# 小行星3431
小行星3431（3431 Nakano）是一颗围绕太阳公转的小行星。1984年8月24日，關勉在藝西天文台发现了此天体。
該小行星以日本天文學家中野主一命名。
这颗小行星的绝对星等为48.33733609593511等。